# Microserica fulvovittata
Microserica fulvovittata är en skalbaggsart som beskrevs av Moser 1911. Microserica fulvovittata ingår i släktet Microserica och familjen Melolonthidae. Inga underarter finns listade i Catalogue of Life.